# M.I.A.

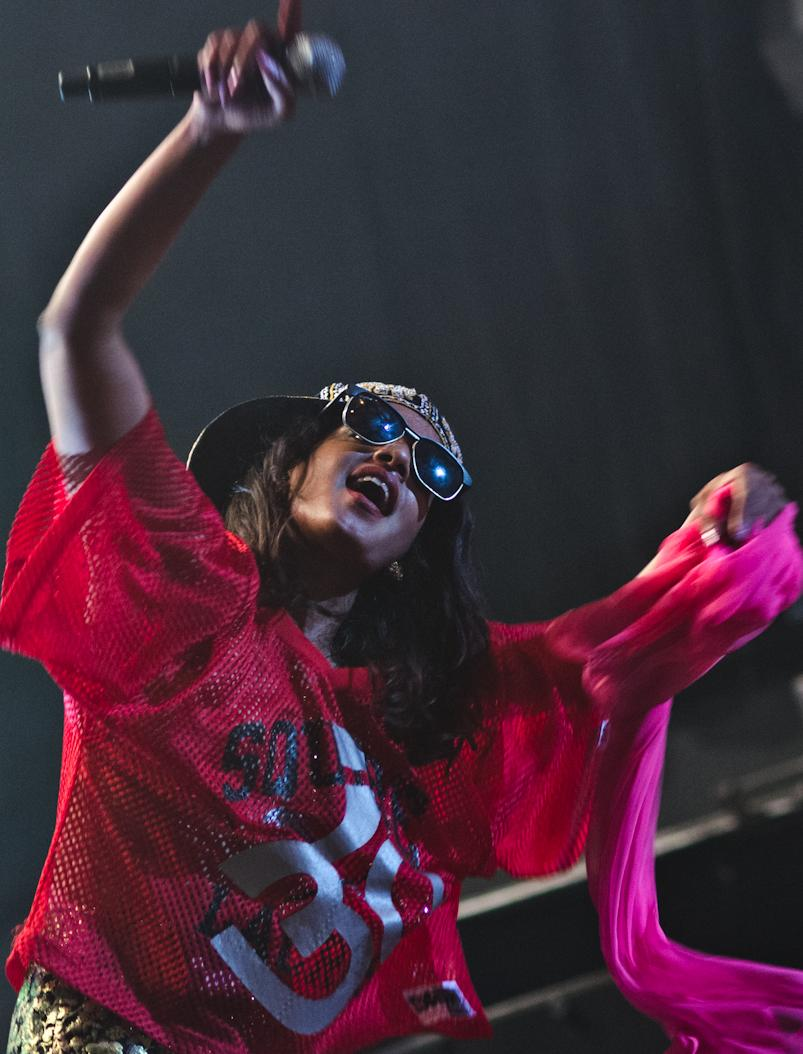
M.I.A.

Mathangi Arulpragasam, známá pod uměleckým jménem M.I.A. (* 18. červenec 1975, Hounslow) je britská rapperka a zpěvačka tamilského původu, kombinující ve své tvorbě rap, hip-hop, world music a alternativní hudbu. Globální a největší úspěch ji přinesl především singl Paper Planes z roku 2007. Je známa též svým rozličným politickým aktivismem, se zvláštním zaujetím pro dění na Srí Lance, odkud pocházel její otec, známý tamilský aktivista. Její umělecké jméno M.I.A. je odvozeno od známé vojenské zkratky označující nezvěstného v boji (Missing in action).

## Životopis
V roce 2005 vydala své debutové album Arular a dva roky na to vydala své druhé album Kala. Obě nahrávky se dočkaly nadšeného přijetí kritiků. Arular se umístilo v Norsku, Belgii, Švédsku, Japonsku a USA na 16. místě v žebříčku nezávislých alb a na třetím místě v žebříčku nejlepších elektro-tanečních alb. Kala byla oceněná stříbrnou deskou ve Spojeném království a zlatou deskou v Kanadě. Album se dále umístilo v dalších zemích Evropy, v Japonsku a v Austrálii. První singl alba s názvem "Boyz" se umístil na desátém místě v Kanadě, v hitparádě nejžhavějších tanečních singlů. Bylo to poprvé, kdy se umístil některý z jejích singlů v TOP desítce. Singl "Paper Planes" skončil ve světové TOP dvacítce a dále na čtvrtém místě v žebříčku stovky nejžhavějších singlů. "Paper Planes" byla oceněná zlatou deskou na Novém Zélandu a byla třikrát platinová v Kanadě a v USA to byla v listopadu roku 2011, sedmá nejprodávanější skladba britského umělce v digitální éře. Pro vydavatelství XL Recordings to byl do té doby druhý nejprodávanější singl. Třetí album Maya bylo vydáno v roce 2010 po kontroverzním filmovém videoklipu "Born Free". Maya se stalo jejím nejlépe umístěným albem ve Spojeném království a v USA. Dále album debutovalo na desátém místě ve Finsku, Norsku, Řecku a Kanadě. Singl "XXXO" se umístil v TOP čtyřicítce v Belgii, Španělsku a ve Spojeném království. M.I.A. vyrazila celkem na čtyři turné (páté proběhlo v roce 2013) za podpory jejího multimediálního labelu N.E.E.T. Její čtvrtá deska s názvem Matangi, byla vydána v roce 2013.
M.I.A. své prvotní kompozice tvořila převážně na mašině MC-505 společnosti Roland. Skladby její pozdější tvorby obsahovaly raritní nástroje, elektroniku a neobvyklé zvukové smyčky. Kritici uznávají M.I.A. za její osobitý styl, který dává do své hudby. Textově často naráží na politické a sociální dění, filozofii a různé kultury. M.I.A. byla jednou z prvních umělkyní, která se proslavila svou tvorbou skrze internet. Spoustu svých skladeb a videí propagovala na internetu, hlavně skrze myspace už v roce 2002.
V roce 2001 obdržela nominaci v cenách Turner Prize za její vizuální umění. V letech 2005 a 2008 byla M.I.A. podle časopisu Spin vyhlášena umělcem roku. Časopis Rolling Stone ji jmenoval jako jednoho z nejvíce definujících umělců 21. století. V roce 2010 ji časopis Time jmenoval mezi stovku nejvlivnějších umělců.

## Diskografie
- Arular (2005)
- Kala (2007)
- Maya (2010)
- Matangi (2013)
- AIM (2016)
- MATA (2022)